# María Corda

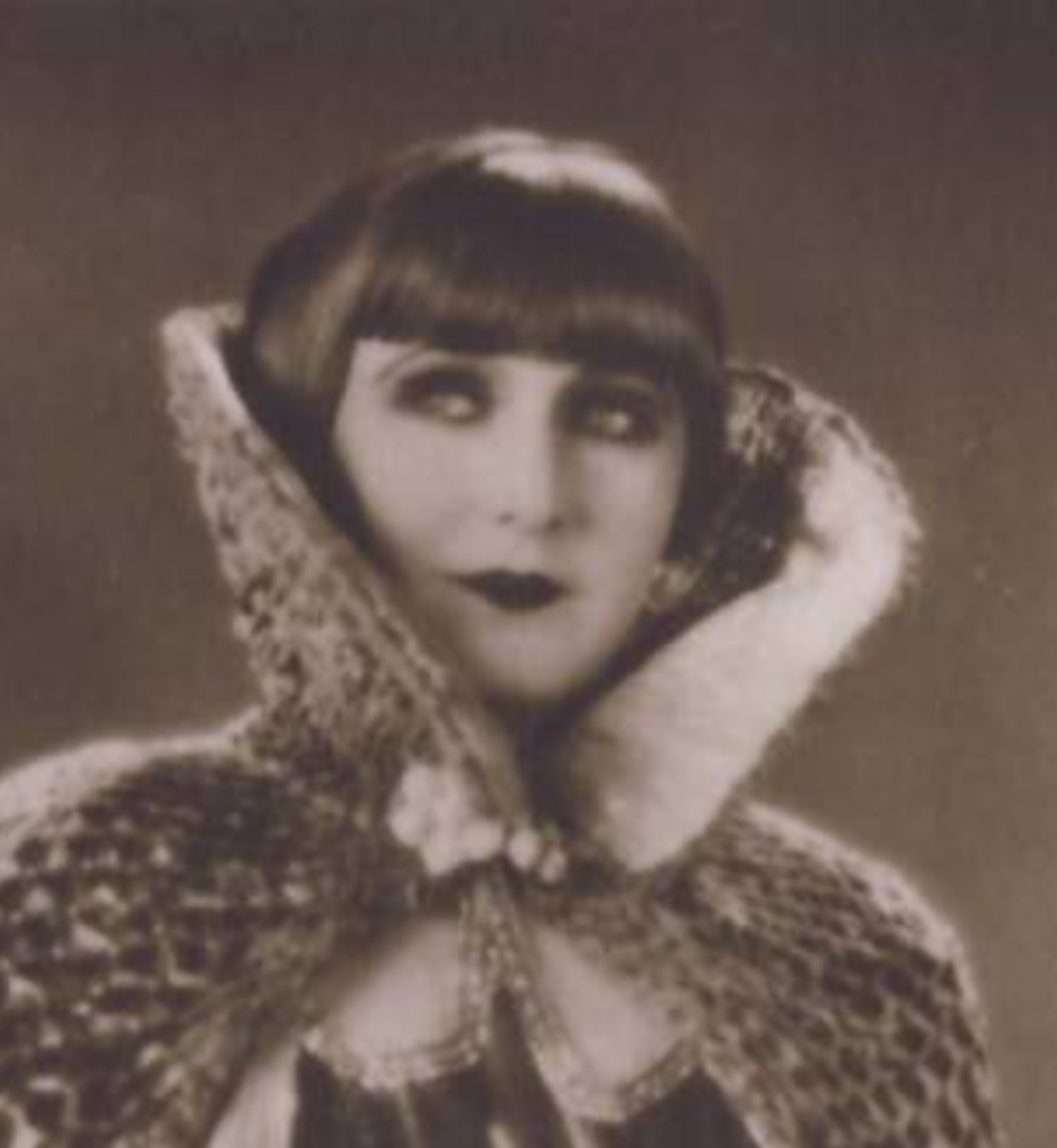
María Corda (Fotografie von Alexander Binder)

María Corda (anhörenⓘ), eigentlich Mária Antónia Farkas, auch Maria Korda (* 4. Mai 1898 in Diemrich, Österreich-Ungarn; † 15. Februar 1976 in Thônex, Schweiz), war ein ungarischer Stummfilmstar in Österreich und Deutschland.

## Leben und Wirken
In der Frühphase des Ersten Weltkriegs begann sie mit der Schauspielerei am Budapester Theater und spielte kurz nach der Unabhängigkeitserklärung Ungarns auch beim Film. Dort machte sie rasch Karriere und folgte ihrem damaligen Mann, dem Filmregisseur Alexander Korda, nach Wien, als dieser nach der Niederschlagung der ungarischen Räterepublik fliehen musste. In Wien baute er sie zum Star des österreichischen Stummfilms auf. In den pompösen Monumentalfilmen wie Samson und Delila (1922) oder Die Sklavenkönigin (1924) setzte sie sich als Hauptdarstellerin mit ihrem großen Gestus und leidender Tragödinnenmine in Szene. Als Sklavenkönigin spielte sie auch in einem Film des ebenfalls aus Ungarn stammenden Michael Curtiz mit, der zuvor seine eigene Frau, Lucy Doraine, als Hauptdarstellerin bevorzugt hatte.
In Die letzten Tage von Pompeji spielte sie in einem italienischen Monumentalfilm mit. 1926 folgte sie ihrem Mann nach Berlin, 1927 zogen sie weiter nach Hollywood. Dort spielte sie in den ersten Produktionen ihres Mannes mit, hatte aber nur wenig Erfolg. Mit Beginn des Tonfilmzeitalters beendete sie ihre Karriere, nicht zuletzt da sie nur schlecht Englisch sprach. Sie kehrte vorübergehend nach Europa zurück und spielte in einer britischen und zwei unbedeutenden deutschen Produktionen mit. Sie ließ sich von Alexander Korda scheiden, zog nach New York und versuchte sich dort als Romanautorin. Ihre späten Lebensjahre verbrachte sie in der Nähe von Genf in der Schweiz.

## Filmografie (Auswahl)
- 1919: Ave Caesar
- 1919: Fehér rózsa
- 1922: Samson und Delila
- 1923: Das unbekannte Morgen
- 1924: Tragödie im Hause Habsburg
- 1924: Jedermanns Weib
- 1924: Die Sklavenkönigin
- 1925: Der Tänzer meiner Frau
- 1925: Die letzten Tage von Pompeji (Gli ultimi giorni di Pompeii)
- 1926: Der Leibgardist (Der Gardeoffizier)
- 1926: Eine Dubarry von heute
- 1926: Madame wünscht keine Kinder
- 1927: Der Kampf um den Mann
- 1927: Das Liebesleben der schönen Helena (The Private Life of Helen of Troy)
- 1928: Ehebruch – die Tragödie der Giovanna Etti (Love and the Devil)
- 1928: Dulderin Weib (Tesha)
- 1929: Heilige oder Dirne
- 1929: Die Konkurrenz platzt!